# Мішенське (Бельовський район)
Мішенське (рос. Мишенское) — село в Бельовському районі Тульської області Росії. Входить до муніципального утвору Лівобережне.

## Географія
Село лежить на березі річки Вирка. Відстань до районного центру, міста Бельов 6 км.

## Населення
За даними Всеросійського перепису 2010 року чисельність населення села становила 116 осіб (46 чоловіків і 70 жінок).

## Вулиці
Вулична мережа села складається з 5 вулиць.

## Видатні уродженці
Із села походить родина Василя Жуковського та його племінниці Анни Зонтаг.